# أيام بوسنية
أيام بوسنية هي مجموعة قصصية للكاتبة المغربية خديجة يكن، نُشرت عام 2019 عن دار المصورات للنشر، وتقع في 178 صفحة. فازت هذه المجموعة بجائزة الطيب صالح العالمية للإبداع الكتابي في دورتها الثامنة عام 2018، وهي تُعد من أبرز الأعمال الأدبية التي تناولت مأساة سريبرنيتسا في البوسنة والهرسك من منظور إنساني مؤلم.

## أحداث المجموعة القصصية
أيام بوسنية هي مجموعة قصصية للكاتبة المغربية خديجة يكن تتألف من نصوص أدبية تسرد وقائع الإبادة الجماعية في مدينة سريبرنيتسا خلال حرب البوسنة والهرسك في تسعينيات القرن العشرين. تعالج القصص جوانب متعددة من المأساة، مثل فقدان الهوية، معاناة الأطفال، ترحيل النساء، وتفاعل الشخصيات مع النصب التذكاري للضحايا، بأسلوب تأملي وشاعري يبرز هشاشة الروح البشرية في مواجهة الفاجعة. تُوظّف المجموعة رمزية الظل الهائم للدلالة على الأرواح المعلقة بين الذاكرة والعدالة، وتُعيد بناء سردية إنسانية تُدين النسيان والصمت الدولي. 

## شخصيات المجموعة القصصية
- الظل الهائم: شخصية مركزية تمثل الروح المعذبة التي فقدت جسدها وظلها في لحظة المجزرة، وتبحث عن العدالة وسط الخراب.
- المرأة المكلومة: تُجسّد الأمهات اللواتي فقدن أبناءهن، وتُعبّر عن الألم الأنثوي في مواجهة العنف والتهجير.
- الطفل الهارب: رمز للبراءة المذبوحة، يظهر في أكثر من قصة وهو يحاول النجاة وسط الرصاص والخوف.
- الناجي الصامت: شخصية تعيش في صمت ثقيل، تحمل ذاكرة المجزرة دون أن تبوح، وتُجسّد ثقل الذاكرة الجماعية.
- الراوي المتأمل: صوت سردي يتنقل بين القصص، يربط الأحداث بالجغرافيا والرموز، ويُعيد بناء المشهد من منظور إنساني.

## المرأة في المجموعة
تُجسّد المرأة في مجموعة أيام بوسنية حضورًا مركزيًا يعكس عمق المأساة الإنسانية التي خلّفتها مجازر سريبرنيتسا، حيث تظهر في هيئة الأم الثكلى، والزوجة المفقودة، والناجية الصامتة، واللاجئة المقهورة. تتناول القصص تجارب النساء اللواتي فقدن أبناءهن أو تعرّضن للتهجير والاغتصاب، وتُبرز كيف تحوّلت أجسادهن إلى ذاكرة حية للدمار، ووجوههن إلى مرايا للوجع الجماعي. بأسلوب شاعري وتأملي، تُعيد الكاتبة خديجة يكن بناء صورة المرأة البوسنية بوصفها شاهدة على الفاجعة، وفاعلة في مقاومة النسيان، حيث تتحول المعاناة إلى سرد يُدين الصمت الدولي ويحتفي بالكرامة الإنسانية. وتُعد المرأة في هذه المجموعة رمزًا للثبات والنجاة، وصوتًا يعلو فوق الركام ليحكي ما لا يُنسى.

## أسلوب المجموعة القصصية
يتسم أسلوب مجموعة "أيام بوسنية" لخديجة يكن بلغة مكثفة ذات نزعة شعرية، حيث تمزج الكاتبة بين السرد الواقعي والوصف التأملي لتجسيد أجواء الحرب ومعاناة الإنسان في ظلها، مع الاعتماد على بناء قصصي قصير يركز على اللحظة الدرامية والبعد الإنساني العميق. وقد اعتبر النقاد هذا الأسلوب مميزاً بقدرته على نقل قسوة التجربة البوسنية من خلال صور رمزية ودلالات وجدانية، مما أضفى على النصوص بعداً إنسانياً يتجاوز حدود المكان. ونال هذا التوجه السردي تقديراً نقدياً باعتباره يثري القصة القصيرة المغربية برؤية جديدة تنفتح على القضايا الكونية، وتزاوج بين الحس الجمالي والالتزام الإنساني.

## النقد والاستقبال
حظيت مجموعة "أيام بوسنية" للكاتبة المغربية خديجة يكن باهتمام نقدي معتبر داخل الأوساط الأدبية المغربية والعربية، حيث أشاد النقاد بقدرتها على توظيف القصة القصيرة لرصد معاناة الإنسان في سياقات الحرب والاغتراب، مع إبراز البعد الإنساني والوجداني في تجربة البوسنيين خلال التسعينيات. واعتُبرت المجموعة مساهمة نوعية في الأدب النسائي المغربي، لما تحمله من حساسية جمالية تجمع بين السرد المكثف واللغة الشعرية، ولما تعكسه من وعي بالقضايا الكونية التي تتجاوز الحدود المحلية. كما نوّهت بعض القراءات بجرأة الكاتبة في معالجة موضوعات العنف والهوية والذاكرة من خلال منظور إنساني تضامني، مما جعل العمل يحظى بتقدير القراء والمهتمين بالقصة القصيرة العربية المعاصرة.